# Спайдър-Мен: В Спайди-вселената
„Спайдър-Мен: В Спайди-вселената“ (на английски: Spider-Man: Into the Spider-Verse) е американска компютърна анимация от 2018 г. с едноименния персонаж от Марвел Комикс, продуциран от Кълъмбия Пикчърс, Сони Пикчърс Анимейшън и Марвел Ентъртейнмънт. Разпространява се от Сони Пикчърс Рилийзинг и това е първият анимационен филм в поредицата „Спайдър-Мен“. Режисиран е от Боб Пърсичети, Питър Рамзи и Родни Ротман, а сценарият е дело на Фил Лорд и Ротман. Озвучаващия състав се състои от Шамик Мур като Майлс Моралес / Спайдър-Мен, заедно с Джейк Джонсън, Хейли Стайнфелд, Махершала Али, Брайън Тайри Хенри, Лили Томлин, Луна Лорън Велес, Джон Мълейни, Кимико Глен, Никълъс Кейдж, Катрин Хан и Лийв Шрайбър. В него тийнейджърът Майлс Моралес става новият Спайдър-Мен и заедно с други версии на супергероя трябва да спаси Ню Йорк от Кингпин.
Премиерата на „Спайдър-Мен: В Спайди-вселената“ е в Реджънс Вилидж Тиътър в Лос Анджелис на 1 декември 2018 г. Филмът е пуснат в киносалоните в САЩ на 14 декември. Филмът получава над 375 милиона долара приходи в световен мащаб при бюджет от $90 милиона. Оценен е от критиката, която хвали анимацията, героите, историята, озвучаването и хумора.
Филмът печели четири награди „Оскар“, „Златен глобус“, „Ани“ и БАФТА за най-добър анимационен филм.
Двете продължения – „Спайдър-Мен: През Спайди-вселената“ и „Спайдър-Мен: Отвъд Спайди-вселената“ са насрочени да са пуснати съответно през юни 2023 г. и март 2024 г.

## Актьорски състав
- Шамик Мур – Майлс Моралес / Спайдър-Мен
- Джейк Джонсън – Питър Б. Паркър / Спайдър-Мен
- Крис Пайн – Питър Паркър / Спайдър-Мен
- Хейли Стайнфелд – Гуен Стейси / Спайдър-Уоман
- Махершала Али – Арън Дейвис / Бродяга, чичо на Майлс и брат на Джеферсън, който работи за Кингпин
- Брайън Тайри Хенри – Джеферсън Дейвис, полицай и баща на Майлс
- Луна Лорън Велес – Рио Моралес, медицинска сестра и майка на Майлс
- Лили Томлин – Мей Паркър, леля на Питър Паркър
- Зоуи Кравиц – Мери Джейн Уотсън, съпруга на Питър Паркър
- Джон Мълейни – Питър Поркър / Спайдър-Хам
- Кимико Глен – Пени Паркър
- Никълъс Кейдж – Спайдър-Мен Ноар
- Катрин Хан – Оливия Октавиус / Д-р Октопод
- Лийв Шрайбър – Уилсън Фиск / Кингпин
- Лейк Бел – Ванеса Фиск, съпруга на Кингпин
- Джорма Таконе – Норман Осбърн / Зеления гоблин
- Марвин Крондън Джоунс – Томбстоун, бодигард на Кингпин
- Хоакин Косио – Скорпион
- Клиф Робъртсън (архивен запис от „Спайдър-Мен 2“, 2004 г.) – Чичо Бен Паркър
- Оскар Айзък – Мигел О'Хара/Спайдър-Мен 2099
- Грета Лий – Лайла, асистентка на О'Хара

## Награди и номинации
| Награда                              | Категория                  | Резултат |
| ------------------------------------ | -------------------------- | -------- |
| Награди на филмовата академия на САЩ | Най-добър анимационен филм | награда  |
| Награда на БАФТА                     | Най-добър анимационен филм | награда  |
| Златен глобус                        | Най-добър анимационен филм | награда  |
| Награди „Сатурн“                     | Най-добър анимационен филм | награда  |

## В България
В България филмът е разпространен по киносалоните на 14 декември 2018 г. от Александра Филмс.

### Синхронен дублаж
| Роля                                   | Изпълнител                                                                        |
| -------------------------------------- | --------------------------------------------------------------------------------- |
| Майлс Моралес                          | Владимир Зомбори                                                                  |
| Питър Б. Паркър                        | Явор Караиванов                                                                   |
| Гуен Стейси                            | Августина-Калина Петкова                                                          |
| Джеферсън Дейвис                       | Стоян Цветков                                                                     |
| Питър Паркър                           | Росен Русев                                                                       |
| Арън Дейвис                            | Светломир Радев                                                                   |
| Уилсън Фиск/Кингпин                    | Петър Върбанов                                                                    |
| Оливия Октавиус/Док Ок                 | Гергана Стоянова                                                                  |
| Спайдър-Мен Ноар                       | Георги Стоянов                                                                    |
| Питър Поркър/Спайдър Хам               | Петър Бонев                                                                       |
| Пени Паркър                            | Татяна Етимова                                                                    |
| Мери Джейн Уотсън                      | Дайяна Димитрова                                                                  |
| Мей Паркър                             | Даринка Митова                                                                    |
| Рио Моралес                            | Живка Донева                                                                      |
| Стан Лий Мигел О'Хара/Спайдър-Мен 2099 | Константин Лунгов                                                                 |
| Мис Калерос                            | Надя Полякова                                                                     |
| Ванеса Фиск                            | Мария Пеева                                                                       |
| Охранител на Вижънс                    | Анатолий Божинов                                                                  |
| Зеления гоблин Томбстоун Скорпион      | Георги Иванов                                                                     |
| Спайдър-Мен (Земя-67)                  | Георги Спасов                                                                     |
| Лайла                                  | Лорина Камбурова                                                                  |
| Други гласове                          | Анастасия Събева Даниел Кукушев Мирела Кръстева Михаил Недялков Станислав Пищалов |

| Обработка           | Александра Аудио |
| ------------------- | ---------------- |
| Преводач            | Силвия Вълкова   |
| Режисьор на дублажа | Петър Върбанов   |
| Тонрежисьор         | Ангел Топорчев   |